# Gantz
Gantz (яп. ガンツ Ганцу) — манга Хирои Оку, публиковавшаяся в 2000—2013 годах в японском журнале Young Jump. В ней повествуется история подростка Кэя Куроно, который после гибели под колёсами поезда метро становится частью посмертной «игры», где ему и другим недавно погибшим людям придётся выслеживать и убивать пришельцев. Каждая миссия может закончиться окончательной смертью охотников, а на смену погибшим придут новые ганцеры. И манга, и аниме известны своим жестоким и сексуальным содержанием.
Адаптация манги была снята студией Gonzo и режиссёром Итиро Итано был снят одноимённый аниме-сериал содержит 26 эпизодов, разделенных на два сезона., последние пять серий которого отличались от оригинального сюжета манги. Два фильма основанных на манге, были сняты и выпущены в январе и апреле 2011 года [4]. В 2016 году был выпущен аниме-фильм CGI Gantz: O .

## Сюжет
История манги начинается с того, что главный герой школьник Кэй Куроно и его друг Като Масару погибают под колёсами поезда, пытаясь спасти упавшего на рельсы бомжа. Вместо того, чтобы умереть, они попадают в закрытую квартиру в центре Токио, где в единственной комнате их встречают ещё несколько недавно погибших людей. Интерьер комнаты представлен лишь одним большим глянцевым шаром, имя которого — Ганц. Двери и окна не открываются в силу того, что до них нельзя дотронуться. Шар резко открывает три свои панели (боковые и заднюю) и играет песню японской утренней зарядки, которую утром крутят по японскому радио. На передней панели загорается надпись «Ваши старые жизни закончились. Как распорядиться вашей новой жизнью — решать мне. Это закон». С этого момента Кэй, Като и остальные выжившие будут вынуждены участвовать в странной и страшной игре.
Когда начинается очередной раунд, Ганц переносит всех участников в свою комнату, где предоставляет им оружие и костюмы, а также сообщает, кого на этот раз придётся убивать. После этого участники оказываются на улице, в районе, где находится противостоящее им существо. Те, кто сумеют выжить до окончания боя, вернутся в комнату целыми и невредимыми, после чего смогут уйти домой — до следующего раза. За достижения в бою Ганц выдаёт очки. Накопивший 100 очков может выбрать один из трёх пунктов:
1. Освобождение (память стирается);
2. Получить новое более мощное оружие;
3. Вернуть человека из памяти.

В сюжете Gantz принимает участие множество различных персонажей, но большая часть из них не доживает до очередной миссии. Те же, кто остаётся в живых — изменяются, причём не всегда в лучшую сторону.

## Персонажи

### Основные
Ганц — большой чёрный шар, создающий копии умерших и управляющий их жизнями. Общается с участниками, отображая информацию на поверхности передней панели. Внутри шара находится подключенный к нему человек, не реагирующий на внешние раздражители и являющийся, предположительно, вычислительным центром и аккумулятором для шара. В одном из томов манги, шар даёт саркастичный ответ новому участнику событий, что даёт повод предполагать о разумности человека внутри. Сам же шар построен людьми по присланным из космоса инопланетным инструкциям. 
Иногда шутит, что свидетельствует о разумности оператора/батареи внутри или о наличии продвинутого искусственного интеллекта.
Кэй Куроно (яп. 玄野 計 Куроно Кэй) — центральный персонаж. В меру эгоистичный, в меру ранимый подросток, с некоторым комплексом неполноценности. Обладает силой воли, может быть серьёзным бойцом, если настроение и обстоятельства тому не помешают. Довольно умён, но не умеет оформлять свои мысли в чёткие слова, слаб в произнесении речей и общается с окружающими отрывистыми грубыми фразами. Набрал 100 очков и освободился от Ганца. Был убит вампирами в конце 20 тома, однако Като возродил его после миссии в Осаке. Имеет двойника, из-за любви Рэйки. За время пребывания ганцером его характер претерпевает сильные изменения — Кэй находит смысл жизни (в своей девушке Таэ), становится лидером ганцеров и одним из сильнейших бойцов, причем менее эгоистичным, чем в начале повествования. В день нападения пришельцев, убил младшего брата сильнейшего, инопланетного воина прозванным «Богом войны», тем самым став врагом пришельцев № 1. Спас планету от суицидальной атаки инопланетян, убив их сильнейшего воина, «Бога войны». Приземлившись в море вместе с Като, плавал 3 дня, позже был найден и спасен.
Сэйю: Дайсукэ Намикава
Масару Като (яп. 加藤 勝 Като Масару) — друг детства Кэя. Обращается к нему как «Кэй-тян». Като — несколько романтичный, но честный и отзывчивый человек. Он помогает тем, кто попал в беду, защищает слабых, организует людей, вдохновляет их и всегда говорит, что вернуться назад должны все. Като — практически единственный персонаж, отказывавшийся убивать, не поняв причины, даже ради спасения собственной жизни. Испытывает симпатию к Кэй Кисимото, однако не успевает ей признаться. Девушка умирает у него на руках во время миссии в храме «Ратэйн». Като её целует, правда уже мертвую. Сам был убит во время миссии в храме «Ратэйн», однако, много позже (приблизительно через полгода) его возродил Судзуки в качестве благодарности Куроно.
Сэйю: Масаси Осато

### Второстепенные
Кэй Кисимото (яп. 岸本 恵 Кисимото Кэй) — первая девушка, которую встречает Куроно среди воскрешённых Ганцем. Она падает ему в руки в обнажённом виде прямо из ванны, где вскрыла себе вены. Долгое время Куроно бесплодно старается обратить на себя её внимание, а сама девушка проявляет взаимные симпатии к Масару Като. Ганц прозвал Кисимото «Большегрудая» из-за большого бюста. В отличие от многих персонажей, она не умерла, перед тем как попала первый раз в комнату с шаром: оригинал выжил в больнице и остался в обычной жизни. Кэй вынуждена была покинуть родной дом. Погибла во время миссии в храме на руках Като Масару, где и призналась ему в любви перед тем, как умереть.
Сэйю: Хитоми Набатамэ
Сэй Сакураока (яп. 桜丘聖 Сэй Сакураока) — красивая девушка, с которой у Куроно была сексуальная связь. Скоро после этого она влюбляется в него, считая Кэя крутым парнем. Во время миссии в храме «Ратэйн» предлагает ему встречаться, если они выживут. Хотя сам Кэй не чувствует к этой девушке ничего, он соглашается. Была убита во время миссии в храме «Ратэйн». По словам создателя манги, прототипом этого персонажа была Лара Крофт.
Масанабу Ходзё (яп. 北条 政信 )— парень-модель. Погиб в автокатастрофе: его мотоцикл, так же как и автомобиль с бабушкой и внуком, которые погибли в их первой же миссии, был сбит грузовиком с заснувшим водителем. Ганц прозвал Масанабу «Гомик», хотя на самом деле это всего лишь очередная шутка шара. Избегает девушку по имени Садаё Судзумура, так как считает её странной и страшной (Садаё все время смотрит из-за угла и волосы прикрывают её лицо). Во время миссии в храме «Ратэйн» Масанабу впервые видит лицо Садаё, находит её весьма привлекательной и предлагает встречаться, если выживут. Однако они не выживают. Был убит в храме «Ратэйн», где и поцелуется с Садако в первый и последний раз.
Садаё Судзумура — в Японии есть люди, которых называют «stalker». Это те, кто постоянно следит за каким-то человеком, с целью или без. Садако была как раз из таких людей — она следила за Масанабу Ходзё и умерла вместе с ним в той же автомобильной катастрофе, сидя на заднем сидении мотоцикла. Ганц прозвал её «Садако» из-за прически, напоминающей призрака девочки Садако из популярного фильма ужасов «Звонок».
Дзёитиро Ниси (яп. 西 丈一郎) — школьник, ветеран Ганца. Умер за год до начала событий манги. Убегая от полиции, он упал насмерть со здания, таким образом, началась его жизнь в Ганце. Вёл свой веб-сайт, в котором описывал свои миссии. Умер во время охоты на пришельца Танака, однако был воскрешён через 6 месяцев благодаря Кадзэ.

Пёс — кобель породы колли. Хозяйка плохо следила за псом, и он попал под машину, после чего оказался в Ганц. Наравне с Ниси является ветераном Ганца. Очень любит лизать промежность Кисимото. Ни разу не мог набрать очков в Ганц, отчего всегда расстраивался. Погиб во время миссии в храме «Ратэйн» .
Сион Идзуми (яп. 和泉 紫音) — парень, который один раз уже набрал в Ганце 100 очков и выбрал первый пункт «100-очкового меню». Однако полностью забыть про Ганц он не смог, и память понемногу, но всё же возвращалась к нему. Однажды у него дома появился небольшой чёрный шарик с надписью «Если ищешь дорогу назад в мир, которого нет, возьми с собой попутчиков посильнее. Я буду ждать тебя в воскресенье». Идзуми устроил бойню на улице Синдзюку, в результате погибло множество людей, в том числе и несколько будущих Ганцеров, например, Саката и Сакурай. Был убит вампирами возле своего дома.
Ёсикадзу Судзуки (яп. 鈴木 良一) — больше известен под именем «Старик» (яп. おっちゃん оттян). Сумел выжить благодаря тому, что послушался Куроно и надел костюм. Много раз спасал Кэя. Возродил Масару Като. Умер, защищая Инабу, во время миссии в Италии.
Хирото Сакураи (яп. 桜井 弘斗) — открыл в себе телекинетические способности благодаря Сакате. Попал в Ганц во время перестрелки в Синдзюку. Используя свои силы, он может убивать существ, останавливая им сердце или обрезая сосуды в мозгу. Убил троих своих одноклассников, однако сразу же раскаялся в содеянном. Умер в битве с Дьяволом, но сразу же был воскрешён. После миссии в Осаке Ганц стал называть его «no longer a Cherry» («уже не девственник»). После смерти Тонкоцу сошел с ума и начал видеть галлюцинации. Умер во время контратаки на корабль инопланетян.
Кэндзо Саката (яп. 坂田 研三) — ещё один телекинетик. Именно он открыл способности в Хирото. Умер вместе с Сакураем в Синдзюку. Умеет останавливать пули. Его способности сильно истощили его организм, поэтому в случае своей смерти просил не воскрешать его. Был убит Нурарихёном.
Хой Хой (яп. 開開 Hoi Hoi) — гигантская панда. Является вторым животным, которое попало в Ганц. Сильно привязан к Идзуми. В миссии в Осаке смог набрать 40 очков. Умер во время действий в Италии.
Мисима Рэйка — молодая актриса и молодёжный идол. Настоящая её фамилия — Симохира. После первой же миссии Ганца Рэйке начинает нравиться Куроно. Впоследствии она влюбляется в него и оказывает ему недвусмысленные знаки внимания. В «финальной фазе» воскресила второго Куроно при помощи 100-очкового меню Ганца (Том 27, глава 298). Погибла в схватке с пришельцами, защищая его.
Кодзима Таэ — бывшая одноклассница Кэя и его девушка, ныне учится в параллельном классе после инцидента с мстящим Куроно Берикеном. Увлекается рисованием манги. Выглядит младше своего возраста, отчего и непопулярна среди парней. Была убита Идзуми по приказу Ганца, а затем возрождена Рэйкой при помощи 100-очкового меню Ганца.
Дайзамон «Мускул Райдер» Кадзэ — уличный боец исполинского роста, приехавший в Токио из Хакаты, чтобы найти себе достойных противников для драки. Был повержен Куроно в драке, так как тот надел бронекостюм. Позднее погиб на Синдзюку, пытаясь остановить Идзуми, после чего оказался в комнате Ганца. Получил своё прозвище от маленького мальчика Такэси, тоже попавшего к Ганцу.
Хостес самурай (яп. ホストざむらい Hosuto Zamurai) — является лидером вампиров, которые дерутся с Ганцерами. Отлично владеет катаной. Именно он убил в конце первого сезона манги (20 том) Кэя Куроно. Когда Ганц начал перемещение, он схватил Судзуки, из-за чего тоже стал участником игры. Так же можно сделать вывод, что он был знаком с Идзуми (14 том, глава 159).
Kill Bill — недавно обращённая девушка-вампир, напарница Хикавы. Была им выбрана для превращения в вампира, в то время как её подруг использовали в качестве «пищи». Как и все вампиры, она лишается эмоций, однако, возможно, имеет чувства к своему напарнику. Также участвовала в схватке, во время которой погиб Кэй Куроно, и попала в Ганц, схватив Рэйку и не дав ей спасти Кэя. Как и Хикава, получила своё прозвище от Ганца.
Тонкоцу — девушка Хирото. Помогла ему справиться с кризисом после убийства одноклассников. Убита пришельцами после вторжения.

## Манга
Gantz изначально возник как манга, публиковавшаяся в японском журнале Young Jump. Центральный персонаж Gantz — Кэй Куроно, обычный японский школьник, которого спасает от смерти и втягивает в жестокую игру нечто, выглядящее, как большой чёрный шар. Манга отличается детальностью проработки и остротой сюжета, что отчасти связано с техникой рисунка, объединившей CG-фоны с персонажами, выполненными пером.
Характерной чертой Ганца является реализм. Тут есть множество персонажей, но длительность их жизни и сохранность никак не зависят от их важности. Этот реализм также диктует отсутствие какой-либо цензуры. Так что манга не рекомендуется впечатлительным людям.
В отличие от аниме-версии, манга идёт в направлении научной фантастики, что делает варианты совершенно разными по духу произведениями.

## Аниме-сериал
Аниме-сериал Gantz — адаптация манги, изначально рассчитанная для продажи на DVD и опубликованная холдингом Gonzo. Аниме состоит из 26-ти серий, которые иногда делят на два мини-сезона по 13 серий в каждом.
Сюжет манги повторяют только с первой по двадцать первую серии, остальные пять — плоды воображения сценаристов сериала, призванные завершить сериал, потому что манга ещё продолжала публиковаться. Оригинальная, так называемая OVA-версия сериала заинтересовала телевизионщиков и сразу несколько японских телеканалов выступили с предложениями показать её по телевидению. После некоторой правки OVA-версия первого мини-сезона превратилась в телеверсию. Телеверсия первого мини-сезона состоит из 11-ти серий вместо 13-ти за счёт того, что из неё вырезаны сцены, не прошедшие цензуру (например, слишком натуралистичные и кровавые). Второй мини-сезон транслировался по телевидению без изменений.

### Саундтрек
- Открывающая тема: «Super Shooter» в исполнении Rip Slyme
- Закрывающая тема: «Last Kiss» в исполнении Bonnie Pink

## Игра
17 марта 2005 года компания Konami выпустила игру для Playstation 2 с названием Gantz: The Game. Игра сочетает в себе 3D-шутер и CRPG.

## Фильм
8 октября 2009 года стало известно, что появится два фильма по мотивам Gantz. Их выход был назначен на зиму и на весну 2011 года.
20 января 2011 года состоялась мировая премьера первого фильма по мотивам Gantz. Второй фильм вышел 23 апреля 2011 года.
14 октября 2016 года вышел полнометражный анимационный фильм Gantz O. Он охватывает большую часть манги или ту часть, которая ранее не экранизировалась. В основу фильма легла арка Осака, в которой погибла большая часть ганцеров.